# Adscript
Adscript (del latín ad, «sobre» o «a», y scribere, «escribir») significa algo escrito «después», contrapuesto a subscript que significa escrito «debajo».
Un trabajador era conocido como "adscript de la tierra" (adscriptus glebae) cuando podía ser vendido o transferido con la misma, en la época feudal, al igual que en Rusia hasta 1861.